# 루이스 카팔디
루이스 카팔디(Lewis Marc Capaldi, 1996년 10월 7일 ~ )는 스코틀랜드의 싱어송라이터이다. 싱글 "Someone You Loved"가 UK 싱글 차트 1위를 했다. 2019년 5월 17일 정규 데뷔 앨범 Divinely Uninspired to a Hellish Extent 가 발매되어 UK 앨범 차트 1위에 올랐다.

## 음반 목록
- Divinely Uninspired to a Hellish Extent (2019)
- Broken by Desire to Be Heavenly Sent (2023)